# Jamesbrittenia dissecta
Jamesbrittenia dissecta är en flenörtsväxtart som först beskrevs av Del., och fick sitt nu gällande namn av Carl Ernst Otto Kuntze. Jamesbrittenia dissecta ingår i släktet Jamesbrittenia och familjen flenörtsväxter. Inga underarter finns listade i Catalogue of Life.